# Agrivap les trains de la découverte
AGRIVAP Les trains de la découverte, aussi appelée Train touristique du Livradois-Forez, est une offre de différents types de promenades et voyages touristiques ferroviaires sur la « plus longue ligne touristique de France gérée par une association loi de 1901 ». La ligne touristique du Livradois-Forez, est située au cœur de l'Auvergne, dans la vallée de la Dore et l'environnement préservé du Parc naturel régional Livradois-Forez, sur les 85 kilomètres de voies sauvegardées et exploitées par l'association.

## Offre touristique
Plusieurs trains touristiques, formés avec le matériel roulant d'époque, sont proposés : formule groupe à la carte ou en voyages à thème, et notamment en saison. formules trafic régulier en juillet et août en aller-retour au départ de : gare d'Ambert pour La Chaise-Dieu (Sembadel) ; gare de Courpière pour Ambert, ou La Chaise-Dieu via Ambert ; gare de La Chaise-Dieu pour Arlanc ; gare d'Ambert pour Courpière ; et gare d'Ambert pour Olliergues.
Depuis la saison 2016, seule la partie sud de la ligne d'Ambert à La Chaise-Dieu est empruntée par les trains réguliers estivaux.
Depuis la saison 2017, l'association propose des balades en vélorail au départ de la gare d'Ambert avec deux parcours en direction de la halte du Perrier sur la commune de Bertignat.

## Histoire

### Ligne de Courpière à Sembadel

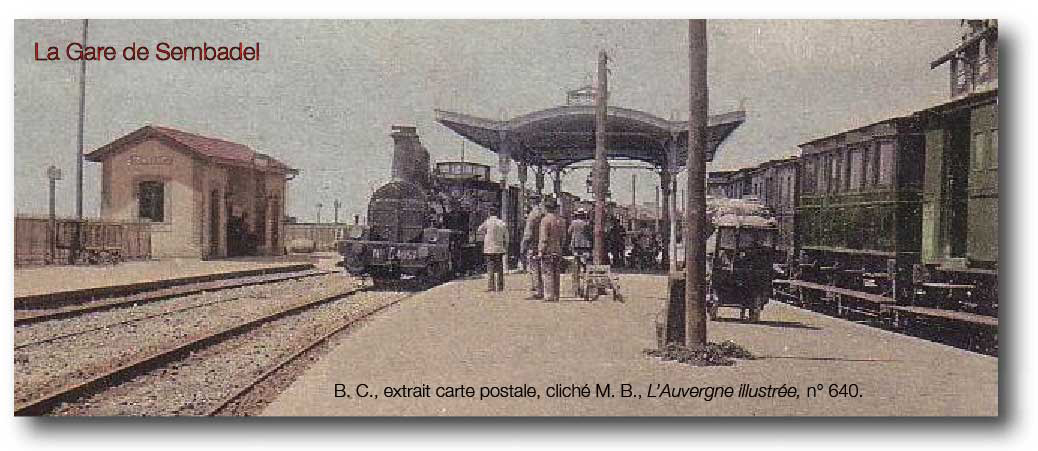
Gare de Sembadel vers 1910

La ligne de chemin de fer qui remonte la vallée de la Dore, de Courpière à Sembadel, est un tronçon de l'ancienne ligne Saint-Germain-des-Fossés - Darsac de la Compagnie des chemins de fer de Paris à Lyon et à la Méditerranée (PLM). Commencée en 1864, la ligne n'a été achevée qu'en 1902, l'ouverture à la circulation ayant été progressive au fur et à mesure de l'achèvement des travaux. Le Plan Freycinet permettant la réalisation des sections concernant la vallée de la Dore : de Pont-de-Dore à Giroux en 1883, de Giroux à Ambert en 1885, d'Ambert à Arlanc en 1893 et enfin d'Arlanc à Darsac en 1902. Le difficile profil en long de la voie a imposé la construction d'ouvrages d'art, néanmoins la ligne a des passages à forte rampe pouvant atteindre 30 mm/m, nécessaires pour lui permettre d'atteindre l'altitude de 1 089 m à Sembadel. Le trafic a accompagné les ouvertures de voies avec une moyenne de trois trains de voyageurs aller et retour, et un trafic de marchandises notamment du bois. En 1938, lors de la nationalisation des chemins de fer, la SNCF prend la suite du PLM. Les fermetures vont débuter au début des années 1970.

### Association AGRIVAP
En 1979 est créée l'association AGRIVAP, dont la première action est la préservation de matériel agricole à vapeur, avec l'ouverture, en 1981, d'un Musée de la machine agricole et à vapeur installé dans les locaux de la scierie Schroth embranchée sur la voie de la gare d'Ambert. Du patrimoine agricole à celui des chemins de fer, il n'y a qu'un pas rapidement franchi par AGRIVAP, soutenue par le parc naturel régional Livradois-Forez, elle propose la création d'un train touristique. Lorsqu'en 1986 la SNCF ferme totalement le tronçon Arlanc-Courpière, l'association est déjà sur les rails, elle achète un autorail panoramique X 4200, le révise, le repeint et l'inaugure le 9 mai 1986, elle négocie avec la Chambre de commerce, et obtient l'exploitation du service marchandise en 1987.

## Matériel roulant ferroviaire

### Autorails
| Immatriculation | Constructeur et date | Origine | État actuel                                                               | Photo |
| --------------- | -------------------- | --- | ------------------------------------------------------------------------- | ----- |
| X 4204          | Renault 1959         | Précédemment abrité à l'usine Renault de Flins, puis transféré à l'Agrivap au mois de mars 2022. Propriété de la SNCF, mis à disposition sous convention. Classé MH (1998).                        | En attente de restauration                                                |       |
| X 4206          | Renault 1959         | Arrivé en 2005. Précédemment au Train à vapeur des Cévennes | En attente de restauration                                                |       |
| X 4208          | Renault 1959         | Acheté par l’Agrivap après sa radiation. | En service depuis 1986.                                                   |       |
| X 3867          | Renault 1952         | Ex-Train Touristique de l’Ouest, entre Alençon et Prés-en-Pail. Acquis en 2000 par l'Agrivap. Comporte un compartiment 1re classe et un circuit 380 V. Restauré avec certaines pièces de l' X3934. | En service depuis 2001.                                                   |       |
| X 2856          | Renault 1959         | Arrivé en 2006. Propriété de la SNCF, mis à disposition sous convention. | En service.                                                               |       |
| X 5621          | CGC 1949             | Acquis en 1996 par une particulier, confié à l'Agrivap | En service (privé) ou pour voyageurs exceptionnellement (30 ans Agrivap). |       |

 Agrivap les trains de la découverte sur OpenStreetMap.

### Remorques d'autorails
| Immatriculation | Constructeur et date | Origine | État actuel | Photo |
| --------------- | -------------------- | ------- | ----------- | ----- |
| XR 8276         | Decauville 1962      | SNCF    | En service. |       |
| XR 8281         | Decauville 1962      | SNCF    | En service. |       |
| XR 8285         | Decauville 1962      | SNCF    | En service. |       |

### Locotracteurs
| Immatriculation | Constructeur et date          | Origine                                                                     | État actuel   | Photo |
| --------------- | ----------------------------- | --------------------------------------------------------------------------- | ------------- | ----- |
| no 2            | Berliet                       | Acheté neuf par les Papeteries Giroux. Cédé à l’AGRIVAP dans les années 70. | Hors-service. |       |
| no 500          | Baudet, Donon et Roussel 1952 | Provient de l'entrepôt STEF de Dijon.                                       | Hors-service. |       |
| Y 7288          | Decauville 1962               | Arrivé en 2018. Propriété du Syndicat Ferroviaire du Livradois-Forez.       | En service.   |       |

### Locomotives
| Immatriculation | Constructeur et date                      | Origine                                                                                        | État actuel | Photo |
| --------------- | ----------------------------------------- | ---------------------------------------------------------------------------------------------- | ----------- | ----- |
| BB 69436        | Alsthom, CAFL, CEM, Fives-Lille-Cail 1969 | ex-BB 66436. Propriété de la SNCF, mis à disposition sous convention depuis le 5 octobre 2019. | En service. |       |

### Draisines
| Immatriculation | Constructeur et date | Origine | État actuel | Photo |
| --------------- | -------------------- | ------- | ----------- | ----- |
| DU 49 4M-047    | Delaunay-Belleville  | SNCF    | En service. |       |
| DU 65 6-085     | CIMT                 | SNCF    | En service. |       |
| DU 65 6-104     | CIMT                 | SNCF    | En service. |       |
| DU 65 6-107     | CIMT                 | SNCF    | En service. |       |

### Ancien matériel
- X 4203 : Utilisé comme réserve de pièces puis ferraillé en 2021[7].
- X 3934 : Endommagé suite à une collision avec un poids lourd en 1998, toutes pièces réutilisables récupérées avant ferraillage[8].
- BB 66467 : Propriété de la SNCF, confié sous convention et arrivé en juin 2010. Hors-service en 2017. Confié à l'ASBB25500 et transféré le 15 avril 2025 à Dijon[9].
- CC 65005 : vendu début 2021 au Train des Mouettes[10].